# Албанско-румунска језичка веза
Албанско-румунски језички однос је важна хипотеза у истраживању етногенезе два народа. 
Заједничке фонолошке, морфолошке и синтактичке карактеристике двају језика проучаване су више од једног века. Оба језика су дио Балканске језичке заједнице, али неке елементе дијеле само албански и румунски.
У оба језика постоји много позајмица из латинског, грчког, славенског и турског. Дио њиховог вокабулара приписује се палео-балканској језичкој основи: илирска, тракијска, дацианска и/или тракијско-илирска, дацианско-тракијска. 